# Gate Helmsley
Gate Helmsley är en ort och civil parish i Storbritannien.   Den ligger i grevskapet North Yorkshire och riksdelen England, i den centrala delen av landet, 280 km norr om huvudstaden London. Gate Helmsley ligger 27 meter över havet och antalet invånare är 291.
Terrängen runt Gate Helmsley är platt. Runt Gate Helmsley är det ganska tätbefolkat, med 139 invånare per kvadratkilometer. Närmaste större samhälle är York, 9,5 km väster om Gate Helmsley. Trakten runt Gate Helmsley består till största delen av jordbruksmark.